# Ивановское сто
«Ива́новское сто» — купеческое братство во времена Новгородской республики при храме святого Иоанна Предтечи на Опоках в Новгороде.
Устав этого общества был дан князем Всеволодом Мстиславичем около 1135 года.
Это братство было первым среди всего новогородского купечества и имело особые права. Пять старост этой Гильдии вместе с тысяцким вершили суд во всех спорах заморских (иноземных) купцов с новгородцами.
Для того, чтобы стать «пошлым» (то есть полноправным) членом «Ивановского ста», нужно было внести 50 гривен серебра в само товарищество и 30 гривен на церковь.
Гильдия также была «палатой мер и весов» тех времён: ведала мерами веса — «вощаныя скальвы, медные пуды и гривенку рублёвую» и длины — «ивановский локоть».